# James Turle
James Turle (Somerton, Gran Bretanya, 5 de març de 1802 - Londres, 28 de juny de 1882) fou un compositor i organista anglès. Des de 1831 fins al 1875 fou organista i mestre de cors de l'abadia de Westminster, i de 1841 a 1843 director dels Ancien Concerts. Amb E. Taylor publicà el Peoples musik book i una col·lecció de Sacred music (1848).